# Et vive l'Aspidistra !
Et vive l'Aspidistra ! (Keep the Aspidistra Flying) est un roman de George Orwell paru en 1936.
Le roman décrit les errances de Gordon Comstock un jeune homme de la classe moyenne anglaise refusant de se soumettre au « Dieu-argent ». Par conviction, il rejette un emploi de confort dans une agence publicitaire (New Albion) pour se consacrer à la poésie tout en travaillant comme vendeur chez un bouquiniste. Son combat contre l’argent le conduit à refuser toute aide financière extérieure (de son voisin de pension, de sa fiancée ou de son riche ami Philip Ravelston) et, au contraire, à dépenser sans compter ses rares revenus afin de ne pas exposer sa pauvreté.

## Contexte
Orwell vit entre différents endroits des alentours d’Hampstead lorsqu’il écrit ce livre entre 1934 et 1935. Ces lieux forment le décor du roman. Il utilise également ses expériences passées telle que sa vie dans des pensions de Portobello Road en 1928 durant laquelle il fréquenta les quartiers les plus pauvres de Londres et adopta un style de vie miséreux (décrit dans Dans la dèche à Paris et à Londres).
En 1932, Orwell obtint un poste d’enseignant à West London. Cela lui donna l’occasion de découvrir la campagne attenante et, notamment, Burnham Beeches (en) où la virée dominicale de Gordon Comstock et Rosemary Waterlow tourne mal dans le roman. On retrouve des allusions à Burnham Beeches et à ces promenades dans la correspondance échangée par Orwell avec Brenda Salkeld et Eleanor Jacques.
En octobre 1934, après avoir séjourné sept mois chez ses parents à Southwold, Orwell reçoit de sa tante Nellie Limouzin un emploi de vendeur à temps partiel au Booklovers’ Corner, un bouquiniste d’Hampstead.
On peut rapprocher le personnage de Gordon Comstock du héros de la Faim de Knut Hamsun traduit en anglais en 1899. Les deux héros partagent de nombreux points communs :
- Ils soumettent tous les deux leurs manuscrits à des journaux dont les réponses se font longuement attendre.
- Lorsqu’un journal accepte de les publier, ils dépensent immédiatement en dépense somptuaire (taxi, restaurant) la rémunération reçue (bien que celle-ci corresponde à plusieurs semaines de leur budget habituel).
- Cet état de vie affecte leur équilibre mental (folie chez Knut Hamsun et apathie chez George Orwell)
- Ils font chacun un passage en prison (volontaire chez Knut Hamsun, avec la volonté d’y demeurer chez George Orwell).
- Ils logent dans des conditions médiocres.
- Ils rencontrent des difficultés majeures à écrire, étant obsédés par leur situation.